# Ella Rae Peck
Ella Rae Peck (Minneapolis, 8 settembre 1990) è un'attrice statunitense.

## Biografia e carriera
Nata e cresciuta a Minneapolis, in Minnesota, si trasferisce a New York per studiare.
Dopo il cortometraggio Lilly in the Woods nel 2006, ha una parte nel film indipendente Freezer Burn nel 2007. Lo stesso anno interpreta la protagonista Honor Caldwell nel pilot Dear Harvard: per questo ruolo vince, al New York Television Festival, il premio di migliore attrice nella competizione dei pilot indipendenti. Tra il 2008 e il 2010 ottiene alcuni ruoli da guest star in numerose serie televisive come Senza traccia, Law & Order - I due volti della giustizia, The Good Wife e Blue Bloods. Prende anche parte, nel 2011, ai film God Don't Make the Laws e Young Adult.
A gennaio 2012 inizia ad apparire nella serie televisiva Gossip Girl nel ruolo ricorrente di Charlie "Lola" Rhodes, sorellastra/cugina di Serena van der Woodsen, facendo un cameo a dicembre nell'ultimo episodio della serie; sempre a gennaio, il film The Wedding Party, nel quale interpreta Stefanie e che vede protagoniste Kirsten Dunst e Isla Fisher, viene proiettato al Sundance Film Festival. A marzo viene annunciata la sua partecipazione, nel ruolo di Mia Bowers, alla serie televisiva della NBC Deception, che inizia la messa in onda il 7 gennaio 2013. Nel frattempo, il 22 settembre 2012 il film The Exhibitionists viene presentato all'Arizona Underground Film Festival, mentre tra il 17 e il 27 gennaio il cortometraggio The Apocalypse compete al Sundance Film Festival. 
A marzo 2013 entra nel cast della serie Welcome to the Family, mentre il 15 marzo esce il film con Halle Berry The Call, nel quale interpreta Autumn. Il 3 ottobre Welcome to the Family comincia la messa in onda, ma, dopo il terzo episodio, il 18 ottobre la serie viene cancellata dai palinsesti della NBC a causa degli scarsi dati d'ascolto. Nel 2014 interpreta Nina in tre episodi della prima stagione di Believe, e a luglio viene annunciata nel cast di un nuovo pilot di Amazon Studios, intitolato Hysteria, con Mena Suvari, che non viene acquistato dalla rete. Nel 2016 interpreterà Katie nel film Long Nights Short Mornings di Chadd Harbold, al fianco di Shiloh Fernandez.

## Filmografia

### Cinema
- Freezer Burn, regia di Charles Hood (2007)
- God Don't Make the Laws, regia di David Sabbath (2011)
- Young Adult, regia di Jason Reitman (2011)
- The Wedding Party (Bachelorette), regia di Leslye Headland (2012)
- The Exhibitionists, regia di Michael Melamedoff (2012)
- The Call, regia di Brad Anderson (2013)
- Long Nights Short Mornings, regia di Chadd Harbold (2016)

### Televisione
- Dear Harvard, regia di Trac Minh Vu – film TV (2007)
- Senza traccia (Without a Trace) – serie TV, episodio 7x07 (2008)
- Law & Order - I due volti della giustizia (Law & Order) – serie TV, episodio 20x13 (2010)
- The Good Wife – serie TV, episodio 1x18 (2010)
- Blue Bloods – serie TV, episodio 1x06 (2010)
- Gossip Girl – serie TV, 15 episodi (2012)
- Deception – serie TV, 11 episodi (2013)
- Welcome to the Family – serie TV, 11 episodi (2013)
- Believe – serie TV, episodio 1x03-1x11-1x12 (2014)
- Hysteria, regia di Otto Bathurst – film TV (2014)
- Feed the Beast – serie TV (2016)
- The Looming Tower – miniserie TV (2018)

### Cortometraggi
- Lilly in the Woods, regia di Imelda O'Reilly (2006)
- The Apocalypse, regia di Andrew Zuchero (2012)

## Premi e riconoscimenti
- 2007 - New York Television Festival
  - Vinto - Independent Pilot Competition - Best Actress per Dear Harvard.

## Doppiatrici italiane
Nelle versioni in italiano dei suoi film, Ella Rae Peck è stata doppiata da:
- Francesca Manicone in Senza traccia
- Chiara Gioncardi in The Good Wife
- Letizia Ciampa in Blue Bloods
- Gaia Bolognesi in Gossip Girl
- Barbara Sacchelli in The Wedding Party
- Giulia Franceschetti in The Call
- Valentina Mari in Welcome to the Family
- Eleonora Reti in The Looming Tower